# Инчхон (станция метро)
«Инчхон» (кор. 인천역) — пересадочная станция Сеульского метро наземная на Первой (Линия Кёнкин) и подземная на Суин линиях. Конечная станция для локальных поездов Линии Кёнкин и для линии Суин. Станция для пригородных поездов была открыта 18 сентября 1899 года с открытием линией Кёнъин, являющей первой железнодорожной линией в стране.
Она представлена одной островной и одной боковой платформами для Линии Кёнкин, двумя боковыми — линии Суин. Станция обслуживается Корейской национальной железнодорожной корпорацией (Korail). Расположена в квартале Пуксон-дон района Чунку города Инчхон (Республика Корея). На станции установлены платформенные раздвижные двери.
На Первой линии поезда Кёнвон экспресс (GWː Gyeongwon) и Кёнкин экспресс (GI: Gyeongin) обслуживают станцию; Кёнбусон красный экспресс (GB: Gyeongbu red express) и Кёнбусон зелёный экспресс (SC: Gyeongbu green express) не обслуживают станцию.
Пассажиропоток — на 1 линии 7 642 чел/день (на 2012 год).